# Bördén Szabolcs
Bördén Szabolcs (Budapest, 1970. február 24. –) a Pierott, a Pál Utcai Fiúk, a Marathon, a Bulldózer, a Bikini, valamint a D. Nagy Lajos-féle Monokini együttesekben működött közre billentyűsként.
Nőtlen, két gyermeke van. Főiskolai végzettséggel rendelkezik.
Gimnáziumi évei alatt latinos műveltségre tett szert.